# Роховце (Дунајска Стреда)
Роховце (слч. Rohovce, мађ. Nagyszarva) насељено је мјесто са административним статусом сеоске општине (слч. obec) у округу Дунајска Стреда, у Трнавском крају, Словачка Република.

## Становништво
| Година:    | 1994. | 2004.   | 2014.    | 2024.    |
| ---------- | ----- | ------- | -------- | -------- |
| Број људи: | 1018  | 1074    | 1215     | 1073     |
| Разлика:   |       | +5,50 % | +13,12 % | -11,68 % |

| Година:    | 2023. | 2024.   |
| ---------- | ----- | ------- |
| Број људи: | 1082  | 1073    |
| Разлика:   |       | -0,83 % |

Према подацима о броју становника из 2011. године насеље је имало 1.193 становника.